# راه رفتن روی آب
«راه رفتن روی آب» (به انگلیسی: Walk on Water) تک‌آهنگی از گروه موسیقی پراگرسیو راک ترتی سکندز تو مارس است.
این تک‌آهنگ در چارت‌های، در رتبه اول و در چارت‌های، جزو ده ترانه اول قرار گرفت.